# 秋田市記念市民歌
「秋田市記念市民歌」（あきたしきねんしみんか）は、秋田県の県庁所在地である秋田市が制定した市民歌。作詞・黒木玲子、作曲・藤原政幸。
本項では、秋田市へ編入合併された河辺郡河辺町および雄和町の町民歌についても解説する。

## 解説
秋田市では1928年（昭和3年）に初代の市民歌を制定して以降、次の4代にわたり市民歌の「代替わり」を繰り返して来た。
1. 1928年（昭和3年）制定「秋田市民歌」（初代）。作詞・土井晩翠、作曲・山田耕筰。
2. 1949年（昭和24年）制定「秋田市民歌」（2代目）。作詞・花岡としみ、作曲・露木次男。
3. 1952年（昭和27年）制定「秋田市民歌」（3代目）。作詞・大木惇夫、作曲・深井史郎。
4. 1960年（昭和35年）制定「秋田市民のうた」。作詞・秋田市民のうた作詞委員会、作曲・秋田市民のうた作曲委員会。

5代にわたる市民歌の「代替わり」は和歌山市の4代を抜いて全国最多であるが、秋田市役所では上記の4代にわたる旧市民歌につき「廃止されたものではなく、周年行事などで秋田市の足跡として歌い継がれている」としている。

### 作成経緯
戦後に市民歌の代替わりが何度も繰り返されたのち、1960年（昭和35年）に4代目の「秋田市民のうた」が制定されて一旦は収束を見た。ところが、1970年代に入ると「市民のうた」の2番で八橋油田を「資源にあふれる油田の地」として取り上げていた歌詞がこの時期に相次いでいた油井の閉鎖とマッチしなくなっていると市民の間で問題視されるようになり、市では1976年（昭和51年）に「秋田市民の歌修正委員会」を発足させ市民を対象にアンケートを実施した。歌詞の修正に対しては75%が賛成とされたものの「制定時の歴史的背景を尊重すべき」「時代の移り変わりがわかって歴史がしのばれる」「なじんだ歌詞をあえて変える必要がない」とする反対意見も目立ち、市側が「多数決ではない」として「市制の適当な節目に再検討する」と結論を先送りしたことから、歌詞の修正は行われなかった。
その後、1979年（昭和54年）が市制90周年に当たることから市役所に記念事業プロジェクトチームが設置された際にこの問題が再燃し「現状維持」「歌詞修正」「新市民歌制定」で意見が三分されたが、最終的に「新市民歌制定」が採用され、5代目の「秋田市記念市民歌」が作成されることになった。1978年（昭和53年）末、市役所に記念市民歌制定委員会が立ち上げられ翌年1月より歌詞の懸賞募集を実施する。応募総数は173名から延べ191篇で、最終審査では候補作4篇を秋田放送のアナウンサーに朗読させたのち、委員間で討議が行われ市内在住の主婦・黒木玲子の応募作が入選となった。制定委員会では続いて作曲部門の募集を行い「五十編も集まれば」としていたが、結果は作詞部門を上回る363篇の応募があり、専業の音楽家ではなく大工の藤原政幸が「長女の小学校入学記念に買ったばかりのオルガンで作曲した」という応募作が入選採用され、4月20日付で制定告示が行われた。

### 発表後
5代目市民歌の完成につき、当時の長門伸一市長公室次長は次のように講評を残している。
従来、市民歌といえば、ともすれば、山や川や海をただ賛美する類型的なものになりがちだが、今回は詞、曲とも従来のそうしたパターンから抜け出したものになったと思う
2009年（平成21年）7月12日開催の市制120周年記念式典では、歴代の市民歌5曲を繋げたメドレーが作成された。秋田市に関係する歴代の市民歌以外の楽曲としては、4代目市民歌と同時に選定された新民謡「秋田市民小唄」（作詞：田沢武男、作曲：小松平五郎）、1969年（昭和44年）に市制80周年を記念して作成された「秋田市賛歌」（作詞：久保欽一、作曲：小野崎孝輔）および「秋田市民音頭」（作詞：佐々木令温、作曲：鈴木富雄）、1988年（昭和63年）発表の市制100周年記念歌「秋田・ロマンス」（作詞・吉田慶嗣、補作・東海林良、作曲・小林亜星）などがある。

## 旧町民歌
以下は2005年（平成17年）に秋田市へ編入合併された河辺郡河辺町および雄和町の旧町民歌である。合併協議会においては従来の町民歌を「地域の歌」として存続させる旨の申し合わせが行われており、一部は秋田市の公式サイトで歴代の市民歌と合わせて紹介されている。

### 河辺町
「河辺町町民歌」（かわべまちちょうみんか）は、1965年（昭和40年）11月2日に制定された。作詞・竹内瑛二郎、作曲・大山会三郎。秋田魁新報社編『ふるさとは歌われているか』341ページに歌詞と楽譜が掲載されている。秋田市のサイトで市民歌と合わせて紹介されている。
「せせらぎの町へ 〜岩見川旅情〜」（せせらぎのまちへ いわみがわりょじょう）は、1990年（平成2年）に作成された町のイメージソング。作詞・石野ひさし、補作・大友康二、作曲・井上かつお、編曲・島津秀雄。ダ・カーポの歌唱により日本コロムビアが8センチCD（規格品番：GSS-1061-CP）を製造した。秋田市のサイトでは紹介されていない。

### 雄和町
「雄和町民歌」（ゆうわちょうみんか）は大正寺村、戸米川村、種平村の3村が合併し雄和村が発足したことに伴い「雄和村民歌」の表題で1958年（昭和33年）7月6日に制定され、町制施行後に「町民歌」へ改題された。作詞・竹内瑛二郎、作曲・小野崎晋三。秋田市のサイトでは、この「雄和町民歌」のみ紹介されている。
「雄和町の歌」（ゆうわまちのうた）は1972年（昭和47年）4月1日の町制施行を記念し、同年6月11日付で制定された。作詞は安藤五百枝と竹内瑛二郎の合作、作曲は大山会三郎。
『ふるさとは歌われているか』には「雄和町民歌」は未収録で「雄和町の歌」のみ342ページに歌詞と楽譜が掲載されているが、秋田市のサイトでは紹介されていない。